# Lingua kinyarwanda
La lingua kinyarwanda, chiamata anche ikinyarwanda, orunyarwanda, ruanda, rwanda o urunyaruanda, è una lingua rwanda-rundi parlata in Ruanda, e nei territori confinanti di Uganda e Repubblica Democratica del Congo.
Al 2022, è parlata da 13,1 milioni di parlanti totali.

## Distribuzione geografica
Secondo l'edizione 2009 di Ethnologue, il kinyarwanda era parlato complessivamente da 7,5 milioni di persone. La maggior parte dei locutori, circa 6,5 milioni, era concentrata in Ruanda. La lingua è inoltre parlata in Uganda da 764.000 persone, stanziate nei distretti più meridionali della Regione occidentale, e da 250.000 persone nella Repubblica Democratica del Congo, nella provincia del Kivu Nord.
Il numero di parlanti madrelingua (L1) nel 2019 è cresciuto a 12,1 milioni di persone. Dunque, gran parte dei parlanti è madrelingua.

### Lingua ufficiale
Il kinyarwanda è lingua ufficiale del Ruanda.

## Classificazione
Secondo l'edizione 2009 di Ethnologue, la classificazione della lingua kinyarwanda (o rwanda) è la seguente:
- Lingue niger-kordofaniane
  - Lingue congo-atlantiche
    - Lingue volta-congo
      - Lingue benue-congo
        - Lingue bantoidi
          - Lingue bantoidi meridionali
            - Lingue bantu
              - Lingue bantu centrali
                - Lingue bantu J
                  - Lingue rwanda-rundi
                    - Lingua kinyarwanda

## Grammatica
Il kinyarwanda è una lingua Soggetto Verbo Oggetto.

## Sistema di scrittura
Per la scrittura viene utilizzato l'alfabeto latino.